# OpenType
OpenType é um formato de fontes de computador escalável, inicialmente desenvolvido pela Microsoft, e mais tarde em cooperação com a Adobe Systems. Foi anunciado pela primeira vez em 1996,  com um número significante de fontes lançadas em 2000 e 2001. A Adobe completou a conversão de todas as fontes que comercializava, em PostScript para OpenType, no final de 2002. Em 2005, estima-se que estavam a ser comercializadas no mercado cerca de 10.000 fontes neste formato, sendo 3.000 delas da Adobe.

## História
O OpenType foi concebido para ser o sucessor do formato TrueType (desenvolvido pela Apple Computer e licenciado à Microsoft) e do formato PostScript Type 1 (desenvolvido pela Adobe).
A Microsoft, para além da tecnologia TrueType, tentou adquirir também à Apple a licença de outra tecnologia de tipografia avançada, denominada "GX Typography", por volta de 1990, mas esta fora recusada. Começou então a desenvolver a própria tecnologia, o "TrueType Open" em 1994. Em 1996, a Adobe entra também no desenvolvimento desta, incorporando tecnologias próprias do PostScript Type 1. O nome OpenType foi então utilizado nesta combinação de tecnologias. No entanto, o OpenType pode ser por vezes referido pelos programadores por "TrueType Open versão 2.0"

## Descrição
O OpenType pode oferecer algumas vantagens:
- a codificação é baseada no Unicode suportando várias linguagens, como o cirílico, hebraico, grego, entre outras, num só arquivo.
- suporta até 65,536 grafemas (ao contrário de algumas tecnologias anteriores que só permitiam 256 grafemas)
- dispõe de opções avançadas de tipografia, suportando tratamentos tipográficos complexos de algumas linguagens, como as ligaduras entre caracteres.
- os ficheiros (arquivos) podem ser utilizados em Mac OS, Windows e alguns sistemas Unix.
- se não forem adicionados grafemas, ou opções tipográficas avançadas, os ficheiros OpenType podem ser menores do que os seus antecessores do PostScript Type 1.

As extensões de ficheiros OpenType normalmente são ".OTF", mas também podem ser ".TTF" ou ".TTC".
Certos programas, como o Scribus, o Adobe InDesign, o QuarkXPress e  o Adobe Photoshop, permitem aproveitar todas as potencialidades do OpenType, entre várias opções, é possível escolher caracteres alternativos para além dos "standard" caso o ficheiro da fonte tipográfica contenha esses caracteres, ou seja, exemplificando, a fonte, quanto à letra "A" e "a" maiúscula e minúscula (ou caixa alta e caixa baixa), pode ter mais letras "A" e "a" com outras formas da mesma fonte, podendo ser aplicado na primeira letra de um texto ou para outra situação qualquer.
No caso das fontes / famílias tipográficas da Adobe no formato OpenType que contenham funcões avançadas de tipografia, o nome destas é precedida pela designação "Pro" para ser mais facilmente identificável. No caso da Helvetica, no formato OpenType com funções avançadas chama-se Helvetica Pro.

### Versões
- OpenType 1.0 - Abril de 1997
- OpenType 1.01 - Outubro de 1997
- OpenType 1.1 - Abril de 1998
- OpenType 1.2 - Novembro de1998
- OpenType 1.25 - Julho de 2000
- OpenType 1.3 - Fevereiro de 2001
- OpenType 1.4 - Outubro de 2002

OpenType é uma marca registada da Microsoft Corporation.